# Scardinius
Scardinius là một chi cá vây tia trong họ cá chép Cyprinidae. Tên gọi địa phương của nó là "Rudd".

## Các loài
- Scardinius acarnanicus Economidis, 1991
- Scardinius dergle Heckel & Kner, 1858
- Scardinius elmaliensis Bogutskaya, 1997
- Scardinius erythrophthalmus (Linnaeus, 1758) (common rudd)
- Scardinius graecus Stephanidis, 1937 (Greek rudd)
- Scardinius hesperidicus Bonaparte, 1845
- Scardinius knezevici Bianco & Kottelat, 2005
- Scardinius plotizza Heckel & Kner, 1858
- Scardinius racovitzai G. J. Müller, 1958
- Scardinius scardafa (Bonaparte, 1837)